# Sân bay Ust-Kut
Sân bay Ust-Kut (IATA: UKX, ICAO: UITT) là một sân bay ở tỉnh Irkutsk, Nga, cách thị trấn Ust-Kut 9 km về phía bắc. Nó phục vụ các chuyến bay ngắn đến hai thành phố Irkutsk và Krasnoyarsk.

## Hàng hàng không và điểm đến

### Vận chuyển hành khách
| Hãng hàng không | Các điểm đến |
| --------------- | ------------ |
| Angara Airlines | Irkutsk      |
| IrAero          | Irkutsk      |

### Vận chuyển hàng hóa
| Hãng hàng không | Các điểm đến |
| --------------- | ------------ |
| UTair Cargo     | Krasnoyarsk  |

## Tai nạn và sự cố
- Vào ngày 5 tháng 3 năm 1970, một chiếc máy bay Lisunov Li-2 của hãng hàng không Aeroflot đã rơi xuống Ust-Kut sau khi cất cánh.[4]
- Vào ngày 17 tháng 12 năm 1976, một chiếc máy bay Yakovlev Yak-40 của hãng Aeroflot đã đâm xuống Ust-Kut khiến nó bốc cháy. Toàn bộ hành khách và phi hành đoàn đều thiệt mạng.[5]